# Françoise Collin
Françoise Collin (Braine-el-Comte, 8 de abril de 1928 – Saint-Sauveur, 1 de septiembre de 2012) fue una novelista, filósofa y feminista belga que creó la primera revista feminista en lengua francesa en 1973 llamada Les Cahiers du Grif.

## Trayectoria
Collin debutó en la literatura con poemas publicados por el poeta francés Jean Cayrol en la sexta selección de la revista Écrire, con la editorial Les éditions du Seuil donde publicó después dos novelas y colaboró con la primera serie de la revista Luna-Park. Tras un amplio y profundo trabajo en torno al intelectual Maurice Blanchot, Collin manifestó una gran curiosidad hacia numerosas escritoras como Ingeborg Bachmann, Gertrude Stein y Marieluise Fleisser.
En 1973, creó la primera revista feminista de lengua francesa Les Cahiers du Grif que ayudó al nacimiento de la Universidad de lmujeres. Dirigió la colección 'Grif' de la editorial Les Éditions de Minuit y la colección 'Littérales' de Éditions Tierce. Fue una de las primeras filósofas en introducir la obra de Hannah Arendt en el campo filosófico francés y en el campo feminista. Contribuyó a la fundación de la publicación Revue des femmes-philosophes de l'Unesco en 2010.

## Obra
- Le Jour fabuleux,Le Seuil, 1960.
- Rose qui peut, Le Seuil, 1963
- Maurice Blanchot et la question de l’écriture, Gallimard, coll. « Le Chemin », 1971 (rééd. coll. « Tel », 1988).
- 331W20 Lection du président, Transédition, 1975.
- Le Rendez-vous, Tierce, 1988
- Le Jardin de Louise, La Barre du jour 1988
- Le Sexe des sciences : les femmes en plus, Autrement, 1992.
- L'homme est-il devenu superflu ? Hannah Arendt, Odile Jacob, 1999.
- Le Différend des sexes, Pleins Feux, 1999.
- Je partirais d'un mot : le champ symbolique, Fusart, 1999
- Parcours féministe (entretien avec I. Kaufer), Labor, 2005.
- Repenser le politique : l'apport du féminisme américain, sous la direction de Françoise Collin et Pénélope Deutscher, Campagne première, 2005.
- On dirait une ville, éditions des Femmes, 2008.
- Les Femmes de Platon à Derrida : anthologie critique, avec Évelyne Pisier et Eleni Varikas, Paris, Dalloz, 2011.